# Heinz Noflatscher
Heinz Noflatscher (* 1954 in Brixen) ist ein italienisch-österreichischer Historiker.

## Leben
Er studierte Geschichte und europäische Ethnologie/Volkskunde an den Universitäten Innsbruck, Tübingen und Wien. Nach der Promotion zum Dr. phil. 1981 war er wissenschaftlicher Angestellter am Sonderforschungsbereich Spätmittelalter und Reformation in Tübingen von 1982 bis 1984, am Südtiroler Landesarchiv in Bozen von 1985 bis 1991, Stipendiat am Leibniz-Institut für Europäische Geschichte in Mainz von 1989 bis 1990 und Assistent in Innsbruck 1991. Nach der Habilitation für Österreichische Geschichte 1993 wurde er 1999 außerordentlicher Universitätsprofessor, 2003 habilitierte er zusätzlich in Neuerer Geschichte. 2019 wurde er emeritiert.

## Schriften (Auswahl)
- Glaube, Reich und Dynastie, Maximilian der Deutschmeister (1558–1618). Marburg 1987, ISBN 3-7708-0853-3.
- Räte und Herrscher. Politische Eliten an den Habsburgerhöfen der österreichischen Länder 1480–1530. Mainz 1999, ISBN 3-8053-1705-0.